# Bobsleigh als Jocs Olímpics d'Hivern de 1952 - Dos homes
Als Jocs Olímpics d'Hivern de 1952 celebrats a la ciutat d'Oslo (Noruega) es disputà una prova de bobsleigh de dos homes, que juntament amb la prova de quatre homes formà part del programa oficial de bobsleigh de l'any 1952. La competició tingué lloc entre els dies 14 i 15 de febrer de 1952 a les instal·lacions de la ciutat d'Oslo.

## Comitès participants
Hi participaren un total de 36 competidors de 9 comitès nacionals diferents.
| - Alemanya (4) - Àustria (4) - Bèlgica (4) - Estats Units (4) - França (4) |  | - Itàlia (4) - Noruega (4) - Suècia (4) - Suïssa (4) |

## Resum de medalles
| Or                                                   | Argent                                              | Bronze                                            |
| Alemanya · Alemanya IAndreas Ostler · Lorenz Nieberl | Estats Units · USA IStanley Benham · Patrick Martin | Suïssa · Suïssa IFritz Feierabend · Stephan Waser |

## Resultats
| Posició | Equip                  | Participants                       | Ronda 1 | Ronda 2 | Ronda 3 | Ronda 4 | Final   |
| ------- | ---------------------- | ---------------------------------- | ------- | ------- | ------- | ------- | ------- |
| 1       | Alemanya · Alemanya I  | Andreas Ostler Lorenz Nieberl      | 1:20.76 | 1:21.64 | 1:21.02 | 1:21.12 | 5:24.54 |
| 2       | Estats Units · USA I   | Stanley Benham Patrick Martin      | 1:22.03 | 1:22.12 | 1:21.21 | 1:21.53 | 5:26.89 |
| 3       | Suïssa · Suïssa I      | Fritz Feierabend Stephan Waser     | 1:22.13 | 1:22.46 | 1:21.67 | 1:21.45 | 5:27.71 |
| 4       | Suïssa · Suïssa II     | Felix Endrich Werner Spring        | 1:22.14 | 1:22.32 | 1:22.50 | 1:22.19 | 5:29.15 |
| 5       | França · França II     | André Robin Henri Rivière          | 1:23.22 | 1:23.06 | 1:22.85 | 1:22.85 | 5:31.98 |
| 6       | Bèlgica · Bèlgica I    | Marcel Leclef Albert Casteleyns    | 1:22.09 | 1:23.69 | 1:22.94 | 1:23.79 | 5:32.51 |
| 7       | Estats Units · USA II  | Frederick Fortune John L. Helmer   | 1:23.46 | 1:24.48 | 1:23.15 | 1:22.73 | 5:33.82 |
| 8       | Suècia · Suècia I      | Olle Axelsson Jan Lapidoth         | 1:24.30 | 1:23.92 | 1:23.46 | 1:24.09 | 5:35.77 |
| 9       | Àustria · Àustria I    | Karl Wagner Franz Eckhardt         | 1:24.16 | 1:24.54 | 1:24.00 | 1:24.34 | 5:37.04 |
| 10      | Itàlia · Itàlia II     | Alberto Della Beffa Dario Colombi  | 1:23.86 | 1:24.71 | 1:24.03 | 1:24.62 | 5:37.22 |
| 11      | Alemanya · Alemanya II | Theo Kitt Friedrich Kuhn           | 1:24.43 | 1:25.22 | 1:24.52 | 1:24.08 | 5:38.25 |
| 12      | Itàlia · Itàlia I      | Umberto Gilarduzzi Luigi Cavalieri | 1:23.86 | 1:25.26 | 1:24.80 | 1:24.44 | 5:38.36 |
| 13      | Noruega · Noruega I    | Arne Holst Kåre Christiansen       | 1:24.52 | 1:24.77 | 1:24.24 | 1:24.88 | 5:38.41 |
| 14      | Noruega · Noruega II   | Erik Tandberg Curt James Haydn     | 1:26.33 | 1:24.82 | 1:24.23 | 1:24.24 | 5:39.62 |
| 15      | Suècia · Suècia II     | Kjell Holmström Nils Landgren      | 1:25.76 | 1:25.84 | 1:25.65 | 1:25.57 | 5:42.82 |
| 16      | Àustria · Àustria II   | Heinz Hoppichler Wilfried Thurner  | 1:30.27 | 1:28.30 | 1:27.78 | 1:27.51 | 5:53.86 |
| 17      | França · França I      | Robert Guillard Joseph Chatelus    | 1:29.68 | 1:28.84 | 1:28.71 | 1:28.08 | 5:55.31 |
| 18      | Bèlgica · Bèlgica II   | Charles De Sorgher André De Wulf   | 1:29.49 | 1:29.00 | 1:29.29 | 1:30.50 | 5:58.28 |